# يوم العائلة (كندا)
في بعض محافظات دولة كندا يكون يوم العائلة عطلة قانونية تحدث في ثالث اثنين من شهر فبراير، في مقاطعات كولومبيا البريطانية وألبيرتا وأونتاريو وبنزويك الجديدة وساسكاتشوان يتم الاحتفال بيوم العائلة.
وفي ثلاث مقاطعات أخرى يكون نفس اليوم عطلة قانونية لكن يتم الاحتفال به لأسباب مختلفة: مثل يوم لويس ريل في مانيتوبا، ويوم تراث نوفا اسكوشا في نوفا اسكوشا، ويوم الجزيرة في جزيرة الأمير ادوارد. ثلثى الكنديون يعيشون في مقاطعة تحتفل بعطلة شهر فبراير القانونية. في الولايات المتحدة يوم الرؤساء(يسمى أيضا يوم ميلاد واشنطن أو أسماء أخرى) يحتفل به أيضا في ثالث اثنين من شهر فبراير. وقد غيرت بعض المقاطعات يوم الاحتفال بعطلتهم لتتناسب مع المقاطعات الأخرى أو\و العطلة الأمريكية.
يعتبر ثالث اثنين من شهر فبراير يوم عمل منتظم في كيبيك ونيوفاوندلاند ولابرادور وأقاليم شمال كندا. وبما أن يوم العائلة ليس يوم عطلة فدرالية فان الموظفين الفدرالين في كل المقاطعات (كالموظفين العموميين وموظفى البريد) يعملون في ذلك اليوم. وفي يوكون يتم اعتبار يوم جمعة واحد في شهر فبراير يوم تراث يوكون.

## يوم العائلة

### ألبرتا
تم الاحتفال بيوم العائلة لأول مرة في عام 1990، كانت ألبرتا المقاطعة الوحيدة التي تقر بعطلة رسمية ليوم العائلة في شهر فبراير حتى بدأت ساسكاتشوان بالاحتفال عام 2007.
تم اعلان العطلة بواسطة حاكم الليوتينانت-هيلين هونلى- بمشورة رئيس وزرائه-دون جيتى. فقد أخبره جيتى أنه مهم لسكان ألبرتا أن يقضوا وقتا مع عائلتهم فهذه العطلة ستقوى أهمية القيم الأسرية، وقد تم اختيار التاريخ كى يتزامن مع يوم ميلاد واشنطن لتجنب ازعاج التجارة مع الأمم المتحدة.
ولقد واجه جيتى انتقاد ضخم في تلك الفترة فقد وجد العديد من صاحبي العمل أن المزيد من العطلات الرسمية شكل عبء مالى لا داع له، واستجابة لذلك تم جعل يوم الميراث عطلة مدنية أي أنها لن تتطلب من صاحبي العمل التقيد بها، وبموجب قانون ألبرتا قد يختار صاحب العمل الاحتفال بيوم التراث كإجازة عامة، حيث سيتم استخدام القواعد المطبقة على الأجر العام للعطلات.

### ساسكاتشوان
وفي شهر أكتوبر لعام 2006 اقترح رئيس وزراء ساسكاتشوان-لورن كالفيرت- بداية العطلة للمقاطعة من عام 2007 طرحت وثيقة قانون تعديل معايير العمل في المجلس التشريعى في الأول من شهر نوفمبر عام 2006 وحصلت على الموافقة الملكية في السادس من شهر ديسمبر وقد صرح القانون رسميا بيوم العائلة في ثالث اثنين كل فبراير فكان يوم العائلة الأول لساسكاتشوان في التاسع عشر من فبراير عام 2007.

### أونتاريو
أثناء الانتخابات الإقليمية لأونتاريو في عام 2007 وعد دالتون ماكجينيتي- من الحزب الليبرالي- أنه إذا تم انتخابه رئيسا للوزراء فسوف ينشئ عطلة للمقاطعة في شهر فبراير، وفي الثانى عشر من شهر أكتوبر عام 2007 أنشأت الحكومة الإقليمية يوم العائلة في ثالث اثنين من شهر فبراير لتكون العطلة الأولى في الثامن عشر من فبراير لعام 2008، وباقرارها ازداد عدد العطلات الرسمية بأونتاريو لتسع عطلات بالعام،  ومع ذلك فإن هذه العطلة لا تضاف بالضرورة إلى عدد أيام العطل التي يتلقاها سكان أونتاريو؛ لأن أصحاب العمل يمكنهم استبدال أي عطلات غير قانونية قد يكون الموظفون يتلقونها بالفعل بدلاً من هذا اليوم، وقد استبدل العديد من أرباب العمل العطلة المدنية الشعبية التي تقع في أول اثنين من شهر أغسطس، وعلى الرغم من أن الملايين يتمتعون بالعطلة المدنية كل عام، إلا أنها ليست عامة أي قانونية، وقد يضطر العمال إلى اختيار عطلة واحدة أو أخرى بناء على عقودهم، ومفاوضات النقابات، ومتطلبات الخدمة وما إلى ذلك.

### كولومبيا البريطانية
وفي كولومبيا البريطانية تم تقديم مشروع خاص لعضو لتأسيس عطلة العائلة في ثالث اثنين من فبراير من قبل الليبرالى بوب كيشولم في عام 1994 ولكنه لم يقبل، وبالرغم من وجود نداءات متجددة بين عامى 2007 و2011 لانشاء يوم العائلة في الكولومبيا البريطانية فقد عارضته غرفة التجارة في كولومبيا البريطانية وحكومة كامبل.
وفي العاشر من يناير عام 2011 أثناء الترشح لقيادة الحزب الليبرالى لكولومبيا البريطانية اقترحت كريستى كلارك تأسيس عطلة يوم العائلة في ثالث اثنين من شهر فبراير، وبعد ذلك أصبحت كريستى كلارك رئيسة الوزراء وكان خطاب العرش الذي صدر الثالث من أكتوبر عام 2011 ينص على احتفال الكولومبيا البريطانية بعطلة العائلة الأولى لها في الثامن عشر من فبراير عام 2013.
في عام 2012 عقدت عملية تشاور استمرت أسبوعين من أجل تحديد ما إذا كان سكان كولومبيا البريطانية يفضلون قضاء العطلة في يوم الاثنين الثاني أم الثالث في فبراير، وفي الثامن والعشرين من مايو 2012 أعلن أنه سيتم الاحتفال بيوم العائلة يوم الاثنين الثاني من شهر فبراير من كل عام بداية من الحادى عشر من فبراير عام 2013، وبما أن هذا لا يتطابق مع يوم الرؤساء، فإنه يوفر أيضًا عطلتين أسبوعيتين متتاليتين طويلتين للسياحة، خاصة في منتجعات التزلج العديدة في كولومبيا البريطانية.
وفي التاسع من فبراير عام 2018 أعلنت حكومة مقاطعة كولومبيا البريطانية أنه سيتم نقل يوم الأسرة إلى يوم الاثنين الثالث من شهر فبراير عام 2019، لمواءمة عطلتهم مع بقية تلك المقاطعات التي تحتفل به ذلك الاثنين.

### برونزويك الجديدة
في الخامس من سبتمبر عام 2010 أثناء حملة إعادة الانتخابات وعد رئيس وزراء برونزيك الجديدة -شاون جراهام- أن يتم تأسيس يوم العائلة في مقاطعته إذا أعيد حزبه الليبرالي للحكومة لكن جراهام لم يفز بالانتخابات.
وقد فاز الليبراليون بإعادة الانتخابات في سبتمبر عام 2014، وفي فبراير عام 2016 بدأت الحكومة الليبرالية دراسة تنفيذ يوم العائلة، وفي السادس والعشرين من شهر إبريل عام 2017 أعلن رئيس الوزراء -بريان جالنت- أن برونزويك ستصبح أحدث مقاطعة تطبق يوم العائلة بداية من التاسع عشر من فبراير عام 2018.

## أسماء أخرى

### يوم لويس رايل (مانيتوبا)
في فبراير عام 2007 تم الإبلاغ أن الحكومة المانيتوبية تخطط لإجازة فبراير، وفي السابع عشر من إبريل عام 2007 صدر تشريع يُعلن يوم الاثنين الثالث من شهر فبراير بأنه يوم «لويس رييل» من قِبل الجمعية التشريعية في مانيتوبا، واحتفل به لأول مرة في الثامن عشر من فبراير عام 2008، وهذا اليوم يعرف بيوم لويس رايل، وقد أقترح هذا الاسم من قبل تلاميذ مدرسة مانيتوبا تكريما للويس رايل -زعيم الميتس- الذي قاد الكفاح للحفاظ على حقوق السكان الأصليين.

### يوم الجزيرة (جزيرة الأمير إدوارد)
أعلنت حكومة مقاطعة جزيرة الأمير إدوارد يوم عيد الجزيرة في عام 2009، وذلك بسبب الاتجاه المتزايد لعطلة في فبراير، وقد عقدت لأول مرة في يوم الاثنين الثاني من شهر فبراير عام 2009 بدلاً من الإثنين الثالث، كما هو الحال في المحافظات الأخرى، وقد أدى هذا التناقض إلى الكثير من الجدل؛ حيث عانت الشركات نتيجة عدم التزامن مع شركائها في المحافظات الأخرى، بالإضافة إلى الولايات المتحدة التي تحتفل بيوم الرؤساء في يوم الاثنين الثالث من شهر فبراير، وفي شهر إبريل عام 2009 نقل النائب العام الإقليمي -جيرارد جرينان- العطلة إلى الإثنين الثالث في فبراير.

### يوم تراث نوفا اسكوشا
بعد انتخاب الحزب الليبرالى لنوفا اسكوشا في عام 2013 صرح حاكمه -استيفين مكنيل- بأنه خطط لإنشاء إجازة قانونية في فبراير في نوفا اسكوشا، وفي شهر ديسمبر عام 2013 اقترحت الحكومة مشروع لإنشاء إجازة في الإثنين الثالث من فبراير بداية من عام 2015، يوم ميراث نوفا اسكوشا -الاسم الدائم لهذه العطلة- تم إعلانه في السادس والعشرين من شهر يوليو عام 2014، وكل عام يتم تكريم شخصا جديدا حيث كان أول من يتم تكريمه هو فيولا ديزموند، وقد تم اختيار أول إثنى عشر شخصا من عام 2015 وحتى عام 2026 بواسطة لجنة حكومية مكونة من ثلاثة أعضاء من الاقتراحات التي قدمها أطفال مدرسو نوفا اسكوشا، وأيام أخرى سوف تعترف بتراث ميماكماك وأفريكفيل وجوزيف هاو وإدوارد فرانسيس عرب ونورا بيرنارد وكاري بيست وجي ويلي كوميو وغراند بري التاريخي وويليام هول وريتا جو ومود لويس وومونا لويز بارسونز.

### يوم تراث يوكون
يوم تراث يوكون هو عطلة تم الاحتفال بها في يوم الجمعة قبل آخر أحد من شهر فبراير، وبالرغم من أن الحكومة والعديد من الأعمال تغلق في ذلك اليوم إلا أنه ليس إجازة رسمية، وتم الاعتراض على ذلك التاريخ من قبل البعض.

## أماكن أخرى
تم الضغط على الحكومات في السلطات القضائية المتبقية بدون عطلة فبراير حتى توافق، ويعني إصدار «يوم العائلة» في أونتاريو أن القطاع المالي الكندي -بما في ذلك بورصة تورنتو- يتوقف إلى حد كبير في هذا التاريخ، وفي عام 2008 أعلن جاك ليتون -زعيم الحزب الوطني الديمقراطي الفيدرالي- أنه سيتم إنشاء إجازة فدرالية، ولا يتم اعتبارها كإجازة فيدرالية، حيث تعمل أماكن العمل الخاضعة للرقابة الفيدرالية (مثل مكتب البريد) في يوم العائلة بغض النظر عن حالة اليوم في المقاطعات المعنية.